# Antōnīs Tsiftsīs
Antōnīs Tsiftsīs (in greco Αντώνης Τσιφτσής?; Giannitsa, 21 luglio 1999) è un calciatore greco, portiere del PAOK.

## Carriera
Cresciuto nel settore giovanile dell'Asteras Tripolīs, ha esordito in prima squadra il 2 aprile 2018, nella partita di campionato vinta per 4-0 contro il Platanias, sostituendo all'81º minuto Geōrgios Athanasiadīs. Il 13 maggio 2019 rinnova con i gialloblù fino al 2022; dopo essersi imposto come titolare nel ruolo, il 26 aprile 2021 prolunga fino al 2025.

## Statistiche

### Presenze e reti nei club
Statistiche aggiornate al 15 dicembre 2021.
| Stagione        | Squadra          | Campionato      | Campionato | Campionato | Coppe nazionali | Coppe nazionali | Coppe nazionali | Coppe continentali | Coppe continentali | Coppe continentali | Altre coppe | Altre coppe | Altre coppe | Totale | Totale |
| Stagione        | Squadra          | Comp            | Pres       | Reti       | Comp            | Pres            | Reti            | Comp               | Pres               | Reti               | Comp        | Pres        | Reti        | Pres   | Reti   |
| --------------- | ---------------- | --------------- | ---------- | ---------- | --------------- | --------------- | --------------- | ------------------ | ------------------ | ------------------ | ----------- | ----------- | ----------- | ------ | ------ |
| 2017-2018       | Asteras Tripolīs | SL              | 1          | 0          | CG              | 0               | 0               | -                  | -                  | -                  | -           | -           | -           | 1      | 0      |
| 2018-2019       | Asteras Tripolīs | SL              | 0          | 0          | CG              | 0               | 0               | -                  | -                  | -                  | -           | -           | -           | 0      | 0      |
| 2019-2020       | Asteras Tripolīs | SL              | 2          | -1         | CG              | 0               | 0               | -                  | -                  | -                  | -           | -           | -           | 2      | -1     |
| 2020-2021       | Asteras Tripolīs | SL              | 16         | -13        | CG              | 1               | -2              | -                  | -                  | -                  | -           | -           | -           | 17     | -15    |
| 2021-2022       | Asteras Tripolīs | SL              | 8          | -7         | CG              | 0               | 0               | -                  | -                  | -                  | -           | -           | -           | 8      | -7     |
| Totale carriera | Totale carriera  | Totale carriera | 27         | -21        |                 | 1               | -2              |                    | -                  | -                  |             | -           | -           | 28     | -23    |